# Лаку (Клуж)
Лаку (рум. Lacu) — село у повіті Клуж в Румунії. Входить до складу комуни Джака.
Село розташоване на відстані 312 км на північний захід від Бухареста, 40 км на схід від Клуж-Напоки.

## Населення
За даними перепису населення 2002 року у селі проживала 301 особа.
Національний склад населення села:
| Національність | Кількість осіб | Відсоток |
| -------------- | -------------- | -------- |
| угорці         | 187            | 62,1%    |
| румуни         | 94             | 31,2%    |
| цигани         | 20             | 6,6%     |

Рідною мовою назвали:
| Мова      | Кількість осіб | Відсоток |
| --------- | -------------- | -------- |
| угорська  | 190            | 63,1%    |
| румунська | 100            | 33,2%    |
| циганська | 11             | 3,7%     |